# Jost de Laval

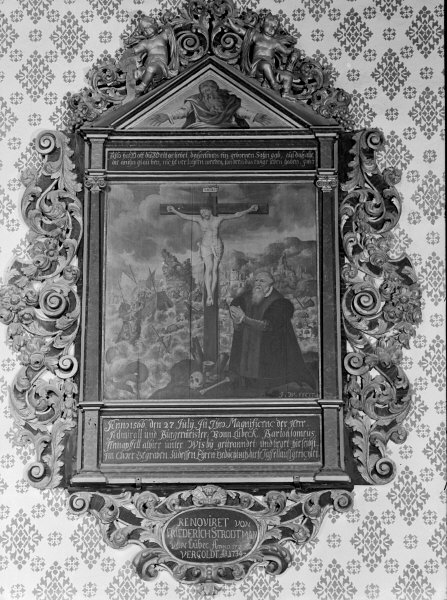
Epitafium över Tinnappel i Visby domkyrka

Jost Delaval (de Laval), död 1585, var en tysk konstnär.
Han var känd som frimästare i Lübeck 1561 och verkade som målare i staden fram till sin död. Ett tjugotal arbeten av Delaval är kända, de flesta förstördes dock vid bombanfallet mot Lübeck 1942. Ett epitafium över den lübske borgmästaren Bartholomeus Tinnappel som omkom ombord på ett fartyg i samband med sjökatastrofen utanför Visby 1566 28 juli målat 1575 finns bevarat i Visby domkyrka.